# Teatro Berezil
O Teatro Berezil foi um teatro localizado em Kiev de origem ucraniana-soviética de vanguarda fundada por teatrólogo Les Kurbas. A casa de espetáculos funcionou entre os anos de 1922 e 1933.

## História
Inicialmente a casa de espetáculo foi estabelecida em Kiev e posteriormente, no ano de 1926, mudou-se para Carcóvia. O teatro também foi conhecido como 'Organização Artística Berezil', a companhia incluía vários estúdios, um jornal, um museu e uma escola de teatro. Em seu auge, chegou a contar com quatrocentos funcionários.
No ano de 1927, Kurbas e o Berezil começaram a colaborar estreitamente com o dramaturgo ucraniano Mykola Kulish. Após a produção da última peça de Kulish, Maklena Grasa, Kurbas foi exilado pelo Ministério da Educação da União Soviética. O teatro foi então renomeado como Teatro Taras Shevchenko pelo governo.
Ao fim da década de 1930, Les Kurbas, passou a ter problemas com os órgãos da União Soviética. O dramaturgo foi inicialmente denunciado pela 'inacessibilidade do [teatro] Berezil às massas' e sua própria 'posição antidemocrática' e, eventualmente, por ser um 'nacionalista burguês'. Após ser alvo de pressão pelo governo soviético, foi demitido da direção entre no fim de 1932. Em seu lugar, Marian Krushelnytsky, assumiu o posto de chefe do teatro buscando que o realismo socialista fosse a vertente teatral da casa de espetáculos.
Após dez anos de atividades, o teatro chegou ao fim, trazendo elogios internacionais pelas peças e pelos dirigentes soviéticos. Importantes atores ucranianos passaram pelo palco do teatro como Marian Krushelnytsky, Yosyp Hirniak, Nataliia Uzhvii, Amvrosii Buchma, Ivan Marianenko, Valentyna Chystiakova, Iryna Steshenko, Nadiia Tytarenko, Stepan Shahaida, Oleksander Serdiuk, Danylo Antonovych, Hanna Babiivna, Olimpiia Dobrovolska e Hnat Ihnatovych.

### Produções exibidas
- Haz (Gas), 1922, escrito por Georg Kaiser[5]
- Macbeth, 1924, escrito por William Shakespeare[10]
- Dance of numbers, 1927, dirigida por Les Kurbas, cenário por Vadym Meller[1]
- Narodnyi Malakhii, 1927, escrito por Mykola Kulish[5]
- Sonata Pathétique, escrito por Mykola Kulish[11]
- Maklena Grasa, 1933, escrito por Mykola Kulish[5]